# Windows 3.1
O Windows 3.1 é uma interface gráfica de usuário da Microsoft que se baseia em DOS compatível com PC, como MS-DOS ou PC DOS.

## História
Embora o Windows 3.0 tenha sido muito bem-sucedido, ele não foi poupado de críticas. No uso prático, tornou-se aparente que a interface gráfica do usuário era propensa a travamentos. Além disso, ainda era considerado muito lento para uso produtivo. Bill Gates anunciou uma versão melhorada do Windows 3.0 para meados de 1991. Uma biblioteca de portabilidade também seria lançada para portar programas do Windows para o IBM OS/2, que muitos usuários continuaram a preferir devido à sua estabilidade. Embora a estabilidade melhorada tenha sido anunciada para o Windows 3.1, as empresas esperaram em vão pela nova versão, então muitos continuaram a usar o IBM OS/2.

### Código AARD
Um teste de software chamado código AARD foi incluído na versão beta do Windows 3.1 para causar problemas de compatibilidade ao usar sistemas operacionais DOS alternativos e para atrair clientes a comprar o MS-DOS da Microsoft. Em vez do MS-DOS, muitos clientes usaram o DR-DOS. Este teste também foi incluído na versão de varejo do Windows 3.1, mas foi desabilitado.

## Requisitos do sistema
O Windows 3.1 requer pelo menos um processador 80286 e Memória Estendida (XMS) para o Modo Padrão. O driver DOS deve ser carregado para que isso funcione. O Modo Real, que foi incluído na versão anterior e suportava processadores 8086/8088 , não está mais disponível nesta versão. Para o Modo Avançado, o Windows 3.1 requer um processador 80386 ou melhor, 200 KiB de memória convencional, 1024 KiB de Memória Estendida (XMS) e 2 MiB de espaço livre no disco rígido.
O Windows for Workgroups 3.11 foi aprimorado com componentes de 32 bits, portanto, é necessário um processador i386.
Na época do Windows 3.1, 8 MB de RAM eram considerados confortáveis e 16 MB, suficientes. No entanto, ele suporta — pelo menos teoricamente — até 512 MB de RAM no modo padrão, embora os aplicativos devam ser compilados explicitamente para esse tamanho de memória. A maioria dos aplicativos, e o Windows 3.1 no modo aprimorado para Windows 386, suportam até 256 MB de RAM.